# Клиренс креатинина
Клиренс креатинина је индикатор који карактерише брзину проласка крви кроз бубреге, која варира у зависности од параметара тела, пола, старости и здравственог стања. Овај индикатор је нумеричка редност која се  добија рачунски из нивоа креатинина у крви и нивоа креатинина мокраћи у 24 часовном узорку мокраће. 
Повишени нивои креатинина у серуму и смањена стопа клиренса креатинина обично су индикације абнормалне функције бубрега. За ове пацијенте препоручује се детаљна анамнеза, физички преглед, ултразвук бубрега и анализа мокраће.  Релевантна историја пацијента укључује лекове, историју едема, велику хематурију, дијабетес и полиурију. Физички преглед за знаке васкулитиса, еритематозног лупуса, ендокардитиса и хипертензије може помоћи да се сузи дијагноза — ултразвук бубрега процењује величину бубрега, ехогеност и могућу хидронефрозу. Увећани бубрези обично указују на дијабетичку нефропатију, фокалну сегментну гломерулосклерозу или мултипли мијелом. Позитивна анализа мокраће на протеинурију или уринарни седимент указује на присуство гломеруларне болести.

## Значај
Како  клиренс креатинина показује колико бубрези ефикасно филтрирају мале молекуле из крви, одређивање његових вредности у крви и мокраћи користи се у дијагностици за процену укупне функције бубрега, па се зато назива и ендогени филтрациони маркер.
Сви пацијенти који су имали хроничну болест бубрега или проблеме са кардиоваскуларним системом треба да прате вредност клиренса креатинина. Резултати анализе омогућују да се утврди потреба за дијализом, ако је установљено тешко затајења бубрега.
Такође, скрининг је важан за разумевање функционисања бубрега. Ово је неопходно, на пример, код ендокриних болести и током порођаја. Ниво клиренса креатинина такође показује колико повећана физичка активност утиче на здравље.
Рутински тестови крви за нивое креатинина у серуму, између осталих супстанци, могу спречити будуће компликације бубрежне болести. Пацијенти са хроничном дијагнозом неконтролисаног дијабетеса и хипертензије посебно су подложни болестима бубрега.

## Основне информације
Креатинин (од грчке речи κρέας, „месо“) је органско једињење, које се природно производи у телу као споредни продукт метаболизма протеина (разградњом креатин-фосфата у мишићима). Из тела га излучују бубрези мокраћом, и зато се у њој налази у највећој концентрацији.  
У клиничкој пракси, клиренс креатинина или процене клиренса креатинина на основу нивоа креатинина у серуму се користе за мерење брзине гломеруларне филтрације  (GFR).  
Клиренс креатинина показује колико бубрези ефикасно филтрирају мале молекуле из крви. Овај параметарт добија се на два начина;
- Израчунавањем из нивоа у крви и нивоа у 24 часовном урину.Уношењем тих вредности у једначину добија се клиренс креатинина. У рачун улазе и подаци о телесној висини и тежини пацијента.
- Директним мерењем из прикупљеног двадесетчетворочасовног узорка мокраће.

Креатинин се лободно филтрира у гломерулу, али се такође активно излучује кроз перитубуларне капиларе у веома малим количинама, тако да се клиренсом  креатинина прецењује стварна брзину гломеруларне филтрације која је већа за 10% до 20%. Ова граница грешке је прихватљива, с обзиром на лакоћу са којом се мери клиренс креатинина. За разлику од прецизних мерења брзине гломеруларне филтрације која укључује сталне инфузије инулина, креатинин је већ у стабилној концентрацији у крви, па је мерење клиренса креатинина много мање компликовано. Међутим, процене креатинина за брзину гломеруларне филтрације има своја ограничења. Све једначине за процену зависе од предвиђања 24-часовне стопе излучивања креатинина, што је функција мишићне масе која је прилично варијабилна. Неке  од једначина, не одговарају раси, док код особа се већом мишићном масом, клиренсе креатинин у серуму може бити већи за било коју дату брзину клиренса.

## Метода
У пракси се користе две метода за процену кретинина
Преглед урина прикупљен током дана
Од пацијента се узима 24-часовни узорак урина за мерење клиренса креатинина. За сакупљање урина користи се пластични контејнер за сакупљање. Сакупљање почиње са празном бешиком.. Датум и време се евидентирају на почетку прикупљања. У наредна 24 сата пацијент ће сакупљати урин и чувати га у посуди на собној температури. Укупан урин прикупљен током 24 сата шаље се у лабораторију на анализу. Пацијент треба да попије најмање 8 шољица течности на дан током сакупљања урина. Током сакупљања мокраће  потребно је напустити употребу чаја, кафе, узимања кортизола, кортикотропина, тироксина. Од целокупне сакупљене течности која се добро измеша) узима се око 50 мл у чисту посуду и однеси се у лабораторију. Такође одвојено, треба да наведете количина прикупљене мокраће по дану.
Анализа крви и израчунавање резултата помоћу посебне формуле
Узорак крви од 1 мЛ (минимално 0,5 мЛ) узима се од пацијента у обележеној епрувети и   чуван на хладној или замрзнутој температури.  Ова опција се користи чешће, јер је много погодније једном узети крв, него цео дан у болничкој установии сакупљати мокраћу у посебну посуду.
Обе опције су тачне. Свака од њих  омогућава да се поуздано сазна  како раде бубрези. Али боље је када се спроведе свеобухватна студија.

### Резултати
Норма за одрасле мушкарце је у распону од 80-140 mL/min, за жене - 75-128 мл / мин. После 40 година, граничне вредности се смањују. Али у доби од 30 година, ова бројка може достићи ниво од 146 mL/min за мушкарце и 134 mL/min за жене.
Нормални опсег клиренс креатинина је 110 до 150 mL/min код мушкараца и 100 до 130 mL/min код жена.
Ниво креатинина у серуму за мушкарце са нормалном функцијом бубрега је приближно 0,6 до 1,2 mg/dL и између 0,5 до 1,1 mg/dL за жене. Ниво креатина изнад нормалног опсега корелира са смањењем брзина гломеруларне филтрације (GFR)  и указује на дисфункцију бубрега.
Креатинин 1 mg/dL је основна вредност за датог пацијента са нормалном GFR
Креатинин 2 mg/dL је 50% смањење GFR. 
Креатинин 4 mg/dL је смањење GFR од 70 до 85%.
Креатин 8 mg/dL је смањење GFR од 90 до 95%.
До промене вредности серумског креатинина може доћи јер је његово стварање подложно утицају мишићне функције, активностима, исхрани и здравственог стања пацијента.
Повећана тубуларна секреција креатинина код одређених пацијената са дисфункционалним бубрезима може дати лажно негативну вредност.

#### Снижене вредности клиренса креатинина
- Могу се јавити код болесника са смањеним протоком крви кроз бубреге, код болести срца, приликом примене неких лекова, шока
- Могу се јавити и код других болести бубрега које нарушавају њихову функцију.
- Смањени нивои креатинина у серуму су такође присутни код пацијената са парализом код мишићне дистрофије, анемије, леукемије и хипертиреозом.

#### Повишене вредности клиренса креатинина
- Ретко се јављају, током трудноће и приликом уноса храном великих количина меса.
- Повећане вредности су присутне код пацијената са гломерулонефритисом, шоком, конгестивном срчаном инсуфицијенцијом, полицистичном болешћу бубрега, акутном тубуларном некрозом и дехидрацијом.[7]

##### Креатинин у појединачном узорку урина
- Нивои креатинина у појединачном узорку урина немају референтне вредности и служе само за процену излучивања других супстанци.